# Záriečie
Záriečie (Hongaars: Felsőzáros) is een Slowaakse gemeente in de regio Trenčín, en maakt deel uit van het district Púchov.
Záriečie telt 699 inwoners.